# Pterodroma arminjoniana
Pterodroma arminjoniana là một loài chim trong họ Procellariidae.
Loài chim này có kích thước 35–39 cm, với sải cánh dài 88–102 cm.
Loài chim này có nhiều màu sắc khác nhau: tối và sáng, cũng như màu trung gian giữa hai màu. Trước đây, hai quần thể riêng biệt được coi là cùng loài, một quần thể xuất hiện ở nam Thái Bình Dương, đôi khi được nhìn thấy ở Hawaii; quần thể kia phân bố ở nam Đại Tây Dương, làm tổ ngoài khơi Brazil, thường xuyên xuất hiện ở Dòng Vịnh ngoài khơi đông nam Hoa Kỳ.